# 김일권 (배우)
김일권(1970년 1월 30일 ~ )은 대한민국의 배우이다.

## 출연 작품

### 드라마
- 2010년 KBS 특별기획드라마 《전우》... 정 하사 역
- 2011년 KBS 아침드라마 《두근두근 달콤》... 왕 집사 역
- 2011년 KBS 드라마스페셜 《화평공주 체중감량사》... 김 내관 역
- 2011년 OCN 《야차》
- 2012년 KBS 드라마스페셜 《정치성 실종사건》... 친구 역

### 뮤지컬
- 라이온킹
- 그리스
- 고고비치
- 터널
- 요셉 어메이징 드림코트
- 팔만대장경
- 웨스트사이드 스토리
- 젊은 베르테르의 슬픔
- 지저스 크라이스트 슈퍼스타
- 가스펠
- 장보고
- 청년 장준하
- 스펠링 비
- 언틸더 데이

### 연극
- 짐승가

### 영화
- 2001년 《미스터 레이디》... 저승사자 역
- 2010년 《나는 아빠다》... 불법 시술 의사 역